# Кубок Вольпі
«Ку́бок Во́льпі» (італ. Coppa Volpi) — одна з нагород, представлена на Венеційському міжнародному кінофестивалі, яку присуджують за найкращі виконання чоловічої та жіночої ролей у фільмах, що беруть участь у конкурсній програмі фестивалю.
Нагорода отримала назву на честь одного із засновників Венеційського МКФ, бізнесмена і політика, графа Джузеппе Вольпі. Перше її вручення відбулося у 1935 році на 3-му Венеційському кінофестивалі. Першими володарями Кубка Вольпі стали французький актор П'єр Бланшар та німецька акторка Паула Весселі.

## Категорії
- Кубок Вольпі за найкращу чоловічу роль (Coppa Volpi per la miglior interpretazione maschile)
- Кубок Вольпі за найкращу жіночу роль (Coppa Volpi per la miglior interpretazione femminile)